# General John Glover House
Als General John Glover House ist das ehemalige Wohnhaus des amerikanischen Generals John Glover in Marblehead, Massachusetts im National Register of Historic Places eingetragen. Es ist als National Historic Landmark anerkannt und seit 1984 zugleich Contributing Property zum Marblehead Historic District. Das Haus befindet sich in Privatbesitz und ist nicht für die Öffentlichkeit zugänglich.

## Beschreibung und historische Bedeutung
Das 1762 erbaute, zweistöckige Gebäude ist nach Westen ausgerichtet, L-förmig angelegt und besitzt ein mit Holzschindeln gedecktes Walmdach. Die Wände sind mit Holzbrettern verkleidet.
Nach seiner Rückkehr aus der Armee kaufte John Glover, der als Brigadegeneral der Kontinentalarmee im amerikanischen Unabhängigkeitskrieg gedient hatte, im Mai 1781 für 1369 Pfund (heute ca. 182.000 Pfund bzw. 217.600 Euro) das konfiszierte Anwesen des Loyalisten William Browne, das aus einem großen, einfach gestalteten Bauernhaus und 180 Acres (0,7 km²) Land bestand. Glover baute das Gebäude erheblich um und lebte dort von 1782 bis zu seinem Tod im Jahr 1797.
Während seine Brigade im Sommer 1780 in West Point, New York stationiert war, war er Mitglied des Gerichts, das den britischen Spion Major John Andre zum Tode verurteilte. Nach Washingtons Abreise nach Virginia gehörten Glovers Truppen zu denen, die den Winter und Frühling über in West Point blieben, um die Hudson Highlands zu verteidigen. Anfang 1782 wurde er nach Massachusetts entsandt, um die Aufnahme neuer Rekruten zu leiten. Aus gesundheitlichen Gründen war er jedoch gezwungen, sich aus dem aktiven Dienst zurückzuziehen. Am 30. September 1783 wurde Glover in Anerkennung seiner Verdienste vom Kongress zum Generalmajor ernannt. Nach dem Krieg diente er von 1787 bis 1792 als Stadtrat von Marblehead und als Mitglied des Konvents von Massachusetts zur Ratifizierung der Verfassung der Vereinigten Staaten im Jahr 1788. Weiterhin war er von 1788 bis 1789 Vertreter im Massachusetts General Court. Er starb am 30. Januar 1797 in Marblehead und wurde dort begraben.